# U-20-Fußball-Weltmeisterschaft der Frauen 2006/Gruppe B
Resultate der Gruppe B der U-20-Fußball-Weltmeisterschaft der Frauen 2006:
| Pl. | Land     | Sp. | S | U | N | Tore    | Diff. | Punkte |
| --- | -------- | --- | - | - | - | ------- | ----- | ------ |
| 1.  | China    | 3   | 3 | 0 | 0 | 006:100 | +5    | 09     |
| 2.  | Nigeria  | 3   | 2 | 0 | 1 | 011:500 | +6    | 06     |
| 3.  | Kanada   | 3   | 1 | 0 | 2 | 004:400 | ±0    | 03     |
| 4.  | Finnland | 3   | 0 | 0 | 3 | 001:120 | −11   | 0      |

## China – Finnland 2:1 (1:1)
| China                                                               | China | Finnland | Finnland |
| ------------------------------------------------------------------- | --- | --- | -------- |
| China                                                               | \| 17. August 2006 um 14:00 Uhr (MESZ) in Moskau (Podmoskovie-Stadion) \| \| Zuschauer: 2000 \| \| Schiedsrichterin: Dianne Ferreira-James ( Guyana) \|                                            | \| 17. August 2006 um 14:00 Uhr (MESZ) in Moskau (Podmoskovie-Stadion) \| \| Zuschauer: 2000 \| \| Schiedsrichterin: Dianne Ferreira-James ( Guyana) \| | Finnland |
| China                                                               | Zhang Yanru - Zhou Gaoping, Yuan Fan, Zhang Wei, Wang Dongni, Yue Min - You Jia, Rao Huifang (54. Zi Jingjing), Zhang Wei Shuang - Ma Xiaoxu , Zhu Wei (73. Xi Dingying) Cheftrainer: Shang Ruihua | Tinja-Riikka Korpela - Maija Saari , Tuija Hyyrynen, Niina Hyvonen, Hanna Hovi - Neea Berg, Essi Sainio, Tytti Porkka (73. Eeva Harkonen), Susanna Hokkanen (57. Anna Westerlund) - Leena Puranen, Linda Sällstrom (88. Heidi Kivela) Cheftrainer: Jarmo Matikainen | Finnland |
| China                                                               | 1:1 Ma Xiaoxu (37., Elfmeter) 2:1 Zi Jingjing (72.) | 0:1 Yuan Fan (1., Eigentor) | Finnland |
| China                                                               | Essi Sainio (35.) | | Finnland |
| 17. August 2006 um 14:00 Uhr (MESZ) in Moskau (Podmoskovie-Stadion) | | |          |
| Zuschauer: 2000                                                     | | |          |
| Schiedsrichterin: Dianne Ferreira-James ( Guyana)                   | | |          |

## Nigeria – Kanada 3:2 (1:1)
| Nigeria                                                             | Nigeria | Kanada | Kanada |
| ------------------------------------------------------------------- | --- | --- | ------ |
| Nigeria                                                             | \| 17. August 2006 um 17:00 Uhr (MESZ) in Moskau (Podmoskovie-Stadion) \| \| Zuschauer: 800 \| \| Schiedsrichterin: Bentla D’Coth ( Indien) \|                                                                              | \| 17. August 2006 um 17:00 Uhr (MESZ) in Moskau (Podmoskovie-Stadion) \| \| Zuschauer: 800 \| \| Schiedsrichterin: Bentla D’Coth ( Indien) \| | Kanada |
| Nigeria                                                             | Christy Bulus - Faith Ikidi, Gladys Akpa, Ulunma Jerome, Blessing Akusobi - Rita Chikwelu, Akudo Sabi , Titilayo Mekuleyi (60. Maureen Eke) - Akudo Iwuagwu, Tawa Ishola, Cynthia Uwak Cheftrainer: Emmanuel Tetteh Okonkwo | Stephanie Labbé - Sophie Schmidt , Caroline Vanderpool, Desiree Scott, Vonya Beckles - Kaylyn Kyle (88. Paige Adams), Amanda Cicchini, Loredana Riverso (46. Jodi-Ann Robinson) - Aysha Jamani, Lisa Collison (72. Rheanne Sleiman), Taryne Boudreau Cheftrainer: Ian Bridge | Kanada |
| Nigeria                                                             | 1:1 Tawa Ishola (55.) 2:2 Cynthia Uwak (82.) 3:2 Cynthia Uwak (90.) | 0:1 Kaylyn Kyle (25.) 1:2 Amanda Cicchini (71.) | Kanada |
| Nigeria                                                             | Caroline Vanderpool (50.) | | Kanada |
| 17. August 2006 um 17:00 Uhr (MESZ) in Moskau (Podmoskovie-Stadion) | | |        |
| Zuschauer: 800                                                      | | |        |
| Schiedsrichterin: Bentla D’Coth ( Indien)                           | | |        |

## Finnland – Kanada 0:2 (0:1)
| Finnland                                                            | Finnland | Kanada | Kanada |
| ------------------------------------------------------------------- | --- | --- | ------ |
| Finnland                                                            | \| 20. August 2006 um 14:00 Uhr (MESZ) in Moskau (Podmoskovie-Stadion) \| \| Schiedsrichterin: Natalja Awdontschenko ( Russland) \| | \| 20. August 2006 um 14:00 Uhr (MESZ) in Moskau (Podmoskovie-Stadion) \| \| Schiedsrichterin: Natalja Awdontschenko ( Russland) \| | Kanada |
| Finnland                                                            | Tinja-Riikka Korpela - Maija Saari , Tuija Hyyrynen, Niina Hyvonen, Hanna Hovi - Neea Berg, Essi Sainio (65. Heini Tiilikainen), Taru Laihanen (34. Anna Westerlund), Tytti Porkka (34. Heidi Kivela), Susanna Hokkanen - Leena Puranen Cheftrainer: Jarmo Matikainen | Stephanie Labbé - Sophie Schmidt (77. Selenia Iacchelli), Caroline Vanderpool, Desiree Scott, Vonya Beckles - Kaylyn Kyle (61. Paige Adams), Amanda Cicchini, Loredana Riverso - Jodi-Ann Robinson (82. Lisa Collison), Aysha Jamani, Taryne Boudreau Cheftrainer: Ian Bridge | Kanada |
| Finnland                                                            | 0:1 Jodi-Ann Robinson (39., Elfmeter) 0:2 Jodi-Ann Robinson (70.) | | Kanada |
| Finnland                                                            | Essi Sainio (36., gesperrt nächstes Spiel) | Kaylyn Kyle (56.) | Kanada |
| 20. August 2006 um 14:00 Uhr (MESZ) in Moskau (Podmoskovie-Stadion) | | |        |
| Schiedsrichterin: Natalja Awdontschenko ( Russland)                 | | |        |

## China – Nigeria 3:0 (2:0)
| China                                                               | China | Nigeria | Nigeria |
| ------------------------------------------------------------------- | --- | --- | ------- |
| China                                                               | \| 20. August 2006 um 17:00 Uhr (MESZ) in Moskau (Podmoskovie-Stadion) \| \| Zuschauer: 2000 \| \| Schiedsrichterin: Christine Beck ( Deutschland) \|                                                               | \| 20. August 2006 um 17:00 Uhr (MESZ) in Moskau (Podmoskovie-Stadion) \| \| Zuschauer: 2000 \| \| Schiedsrichterin: Christine Beck ( Deutschland) \| | Nigeria |
| China                                                               | Zhang Yanru - Zhou Gaoping, Yuan Fan, Zhang Wei, Liu Xiaoyan, Yue Min - Zhuang Ran, Zhang Wei Shuang - Ma Xiaoxu (88. Hou Lijia), Lou Xiaoxu (78. Zi Jingjing), Zhu Wei (62. Rao Huifang) Cheftrainer: Shang Ruihua | Christy Bulus - Faith Ikidi, Gladys Akpa, Ulunma Jerome, Blessing Akusobi - Rita Chikwelu, Akudo Sabi , Titilayo Mekuleyi (50. Stella Godwin) - Akudo Iwuagwu (72. Ogonna Chukwudi), Cynthia Uwak, Emueje Ogiagbehva (39. Maureen Eke) Cheftrainer: Emmanuel Tetteh Okonkwo | Nigeria |
| China                                                               | 1:0 Lou Xiaoxu (9.) 2:0 Ma Xiaoxu (31.) 3:0 Ma Xiaoxu (69.) | | Nigeria |
| China                                                               | Liu Xiaoyan (62.), Lou Xiaoxu (72.) | Cynthia Uwak (38.) | Nigeria |
| 20. August 2006 um 17:00 Uhr (MESZ) in Moskau (Podmoskovie-Stadion) | | |         |
| Zuschauer: 2000                                                     | | |         |
| Schiedsrichterin: Christine Beck ( Deutschland)                     | | |         |

## Finnland – Nigeria 0:8 (0:4)
| Finnland                                                            | Finnland | Nigeria | Nigeria |
| ------------------------------------------------------------------- | --- | --- | ------- |
| Finnland                                                            | \| 23. August 2006 um 17:00 Uhr (MESZ) in Moskau (Podmoskovie-Stadion) \| \| Zuschauer: 400 \| \| Schiedsrichterin: Jennifer Bennett ( Vereinigte Staaten) \| | \| 23. August 2006 um 17:00 Uhr (MESZ) in Moskau (Podmoskovie-Stadion) \| \| Zuschauer: 400 \| \| Schiedsrichterin: Jennifer Bennett ( Vereinigte Staaten) \|                                                                                         | Nigeria |
| Finnland                                                            | Tinja-Riikka Korpela - Maija Saari , Tuija Hyyrynen, Hanna Hovi, Kaisa Vuorela - Neea Berg, Taru Laihanen (74. Eeva Harkonen), Tytti Porkka, Susanna Hokkanen - Heidi Kivela (46. Anna Westerlund), Leena Puranen (26. Linda Sällstrom) Cheftrainer: Jarmo Matikainen | Tochukwu Oluehi - Faith Ikidi, Chizoma Oparaocha, Ulunma Jerome, Blessing Akusobi - Rita Chikwelu (86. Tawa Ishola), Akudo Sabi , Maureen Eke - Akudo Iwuagwu (69. Ogonna Chukwudi), Stella Godwin, Cynthia Uwak Cheftrainer: Emmanuel Tetteh Okonkwo | Nigeria |
| Finnland                                                            | 0:1 Akudo Sabi (7.) 0:2 Maureen Eke (13.) 0:3 Cynthia Uwak (15.) 0:4 Akudo Sabi (42.) 0:5 Rita Chikwelu (47.) 0:6 Maureen Eke (65.) 0:7 Rita Chikwelu (73.) 0:8 Maureen Eke (79.)                                                                                     | | Nigeria |
| Finnland                                                            | Stella Godwin (24.), Blessing Akusobi (56.) | | Nigeria |
| 23. August 2006 um 17:00 Uhr (MESZ) in Moskau (Podmoskovie-Stadion) | | |         |
| Zuschauer: 400                                                      | | |         |
| Schiedsrichterin: Jennifer Bennett ( Vereinigte Staaten)            | | |         |

## Kanada – China 0:1 (0:0)
| Kanada                                                          | Kanada | China | China |
| --------------------------------------------------------------- | --- | --- | ----- |
| Kanada                                                          | \| 23. August 2006 um 17:00 Uhr (MESZ) in Moskau (Torpedo-Stadion) \| \| Zuschauer: 100 \| \| Schiedsrichterin: Claudine Brohet ( Belgien) \| | \| 23. August 2006 um 17:00 Uhr (MESZ) in Moskau (Torpedo-Stadion) \| \| Zuschauer: 100 \| \| Schiedsrichterin: Claudine Brohet ( Belgien) \|                                                                      | China |
| Kanada                                                          | Stephanie Labbé - Katie Radchuck (73. Loredana Riverso), Sophie Schmidt , Caroline Vanderpool, Desiree Scott, Vonya Beckles - Kaylyn Kyle (56. Paige Adams), Amanda Cicchini - Jodi-Ann Robinson, Selenia Iacchelli, Lisa Collison (46. Aysha Jamani) Cheftrainer: Ian Bridge | Zhang Yanru - Zhou Gaoping, Yuan Fan, Zhang Wei, Liu Xiaoyan, Yue Min - Rao Huifang, Zhang Wei Shuang - Ma Xiaoxu (80. Zi Jingjing), Lou Xiaoxu (61. Xi Dingying), Zhu Wei (61. You Jia) Cheftrainer: Shang Ruihua | China |
| Kanada                                                          | 0:1 Ma Xiaoxu (48.) | | China |
| Kanada                                                          | Paige Adams (60.) | Yue Min (10.), Zhou Gaoping (52.) | China |
| 23. August 2006 um 17:00 Uhr (MESZ) in Moskau (Torpedo-Stadion) | | |       |
| Zuschauer: 100                                                  | | |       |
| Schiedsrichterin: Claudine Brohet ( Belgien)                    | | |       |